# Демофонт (царь Элеунта)
Демофонт — герой древнегреческого мифа, близкого к легенде. Царь Элеунта на Херсонесе Фракийском. Землю охватило бедствие, и Пифия сообщила, что нужно ежегодно приносить в жертву богам девушку. Несколько лет царь приносил жертвы по жребию, но затем без жребия принес в жертву дочь некоего Мастусия. На следующий год Мастусий убил царских дочерей, смешал их кровь с вином и угостил Демофонта. Тот бросил в море Мастусия вместе с чашей, из которой выпил, гавань зовется Чашей, также есть созвездие Чаши.
На сюжет о Демофонте была написана одноимённая мелодрама Пьетро Метастазио (итал. Demofoonte; 1733), ставшая либретто для более чем 70 опер, включая оперу «Демофонт» Максима Березовского (1773) — первую оперу, сочинённую композитором из России.